# Qinghecheng (köpinghuvudort i Kina, Liaoning Sheng, lat 41,45, long 124,23)
Qinghecheng är en köpinghuvudort i Kina. Den ligger i provinsen Liaoning, i den nordöstra delen av landet, omkring 79 kilometer sydost om provinshuvudstaden Shenyang. Antalet invånare är 11 662. Befolkningen består av 5 584 kvinnor och 6 078 män. Barn under 15 år utgör 12,0 %, vuxna 15-64 år 78 %, och äldre över 65 år 9,0 %.
Runt Qinghecheng är det ganska tätbefolkat, med 83 invånare per kvadratkilometer. Närmaste större samhälle är Xiaoshi, 19,5 km söder om Qinghecheng. Omgivningarna runt Qinghecheng är en mosaik av jordbruksmark och naturlig växtlighet.
Genomsnittlig årsnederbörd är 1 193 millimeter. Den regnigaste månaden är juli, med i genomsnitt 316 mm nederbörd, och den torraste är januari, med 11 mm nederbörd.